# Hôtel de ville de Valence
L'hôtel de ville de Valence, fruit de la collaboration entre Henri Bertsch-Proust et Paul Bischoff est situé au 1, place de la Liberté, est l'actuelle mairie de la ville de Valence, préfecture du département de la Drôme. Il héberge les activités de la mairie, avec les bureaux du maire, du conseil municipal et des services administratifs.
L'hôtel de ville est situé au cœur du centre-ville de Valence, dans les rues piétonnes, et se trouve entre la rue du Dauphiné à l'ouest, la rue Madier-de-Montjau au nord, la rue Emile-Augier et la place de l'Hôtel-de-Ville à l'est, et borde la place de la Liberté au sud (juste en face du Théâtre de la ville).
Outre son escalier monumental, le bureau du maire, les salles des mariages et des délibérations sont dotés de leurs décors d’origine : peintures murales, mosaïques et plafonds peints.

## Architecture
L'édifice a été inauguré en 1894 par Jean-François Malizard, alors maire de l'époque est le fruit d'une collaboration entre Henri Bertsch-Proust et Paul Bischoff. Son architecture est particulière, puisqu’il possède un beffroi, clocher laïque symbolisant l’indépendance de la ville par rapport à leur suzerain, celui-ci s'inspire librement des clochers romans. La façade possède une ordonnance très verticale, des fenêtres à meneaux et croisillons de style gothique et un toit de tuiles de différentes couleurs qui fait penser aux Tuile vernissée de Bourgogne. Le rez de chaussée avec ses ouvertures en plein cintre fait référence à l'architecture classique française de même que l'articulation générale avec le corps central en avant avec des pavillons latéraux perpendiculaires. Les hôtels de ville sous la Troisième République étaient conçus pour exalter les valeurs républicaines.
Ce mélange des styles est caractéristique de l’éclectisme de la fin du XIXe siècle.

### Décorations intérieurs
L’aménagement intérieur est particulièrement soigné. L’escalier monumental du hall d’entrée mène au « bel étage », où l'architecture, le mobilier et le décor reflètent un Moyen Âge et une Renaissance remis au goût du jour par Eugène Viollet-le-Duc : hauts plafonds peints à caissons, cheminée postiche et lustres monumentaux, vitraux, mobilier sculpté, cuir décoré de griffons imités de la Renaissance.

## Historique

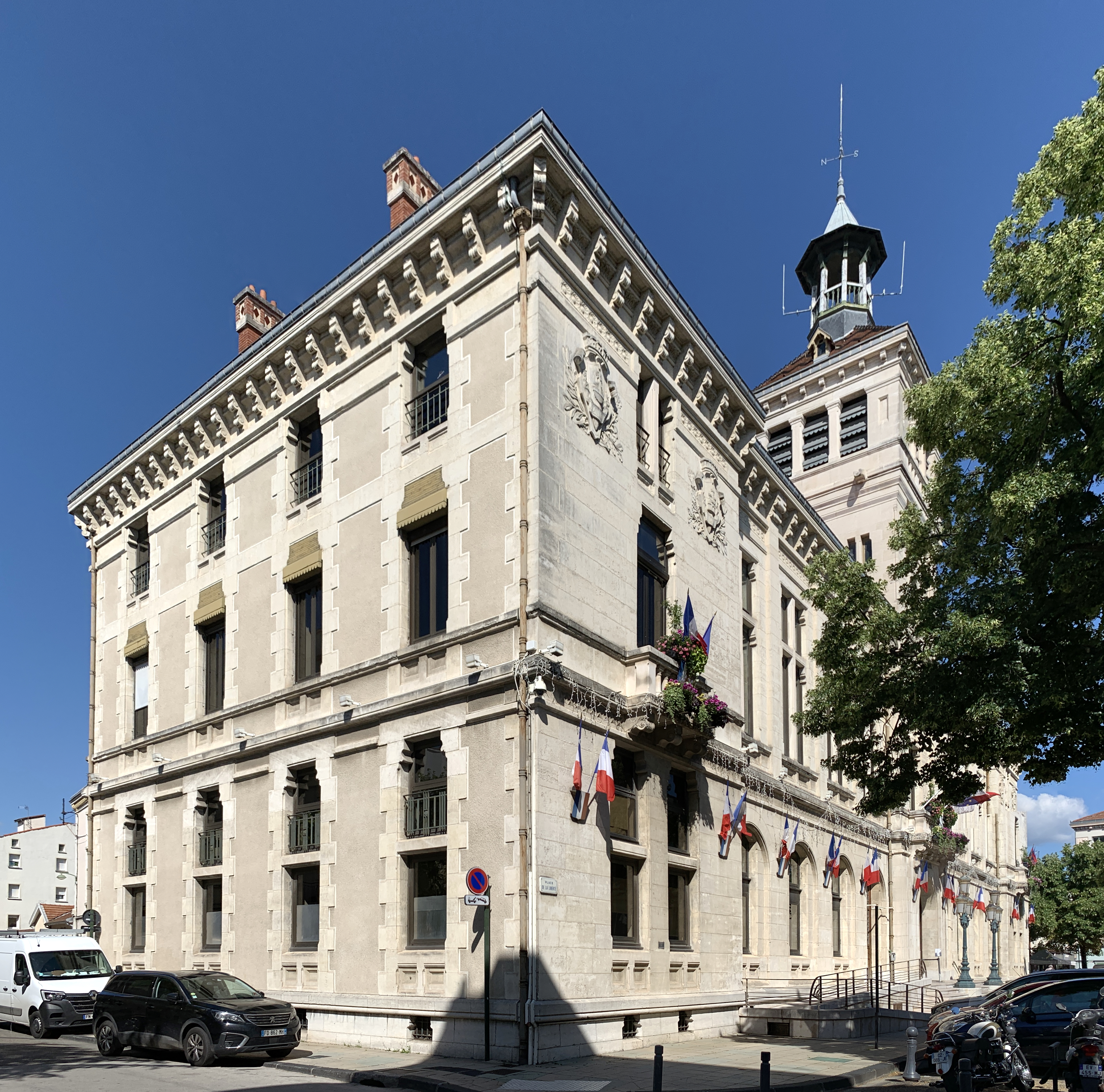
L'hôtel de ville.

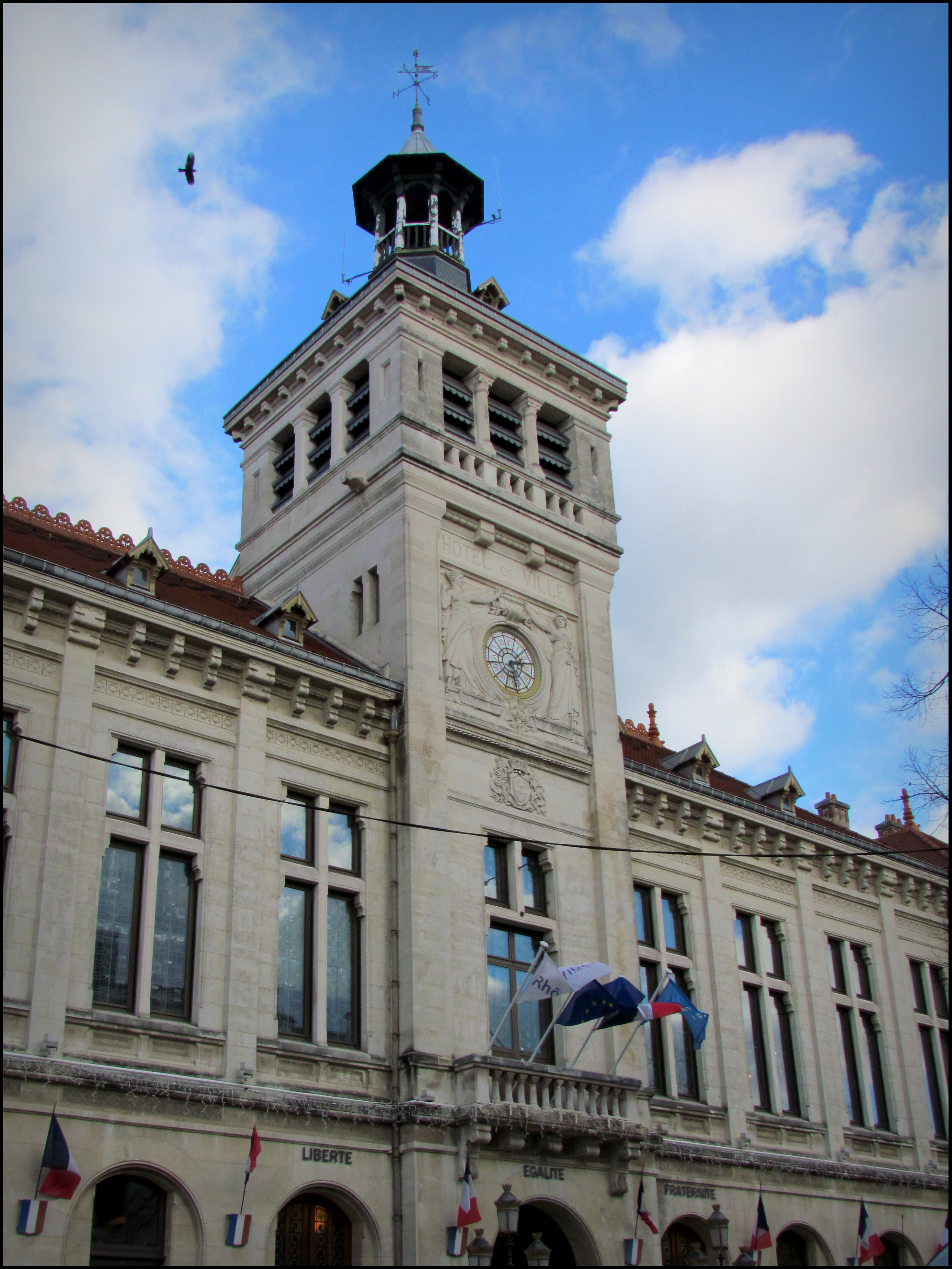
Zoom sur le beffroi de l'hôtel de ville.

À l’époque médiévale, les premières assemblées municipales se réunissent dans le quartier Saint-Jean (Vieux Valence), centre artisanal et économique de la ville. Jusqu’au XIXe siècle, il n’y a pas d’édifice construit spécifiquement pour les fonctions municipales. La vétusté du dernier bâtiment pousse la municipalité à envisager de construire un nouvel édifice. Un concours de projet de construction est lancé. Le 30 avril 1890, deux architectes parisiens associés, Bertsch et Proust-Bischoff sont retenus.
La reconstruction de l’hôtel de ville intervient dans un vaste mouvement de rénovation et d’embellissement de la ville. En 1891, les fondations à peine terminées, les travaux sont stoppés pour réfléchir à un emplacement plus prestigieux. Les nouveaux boulevards suscitent l’intérêt grandissant de certaines élites. Après maints débats, la réhabilitation du centre ancien va l’emporter sur le prestige des nouveaux quartiers.
Finalement, l'hôtel de ville est inscrit au titre des monuments historiques en 2018.
En 1998, le grimpeur de haut niveau Alain Robert, surnommé le « Spider-Man français », escalade le bâtiment en solo intégral (à mains nues et sans cordes).

## Mairies annexes
Pour éviter aux Valentinois un déplacement en centre-ville, la ville de Valence a créé dans les années 1990 cinq mairies annexes dans les quartiers excentrés : Fontbarlettes, Le Plan, Centre-ville, Valence Sud et Chamberlière. Ces mairies annexes sont responsables de certains services administratifs délégués par l'hôtel de ville.